# Адольф V (граф Гольштейн-Зегеберга)
Адольф V Померанский (около 1252 — 1308) — граф Гольштейн-Киля в 1263—1273 годах и граф Гольштейн-Зегеберга с 1273 года до своей смерти.
Старший из двух сыновей графа Иоанна I Гольштейн-Кильского и Елизаветы Саксен-Виттенбергской.
В 1273 году графство было разделено между братьями Адольфом V и Иоганном II и их дядей Герхардом I. Герхард I получил Гольштейн-Итцехо; Адольф V и Иоганн II поделили свою долю между собой. Адольф V получил реку Эльба и Гросер-Плёнер-Зе и обширные владения вдоль Нижней Эльбы к северо-западу от Гамбурга. Адольф V стал называться графом Гольштейна и Стормарн. Он проживал в замке Зигесбург в Зегеберге, который был самым большим в графстве. Историки называют его часть графства Гольштейн-Зегебергом.
Адольф V умер в 1308 году. Поскольку у него не было наследника мужского пола, Гольштейн-Зегеберг перешёл к его племяннику Адольфу VII, сыну Иоганна II. Адольф VII был убит в 1315 году. Затем Гольштейн-Зегеберг перешёл во владение Иоганну II. Когда Иоганн II умер в 1316 году, Гольштейн-Зегеберг был разделён между двумя оставшимися графами Гольштейна: Герхардом III Гольштейна-Рендсбургским и Адольфом VII Гольштейна-Пиннебергским и Шаумбургским.
Адольф V был женат на Евфимии (ум. после 1316 года), дочери князя Мстивого II. У них была одна дочь:
- Елизавета (ум. 1318), в 1307 году вышла замуж за Бурхарда I, графа Линдоу-Руппина